# Devyn Nekoda
Devyn Nekoda (* 12. Dezember 2000 in Brantford, Ontario) ist eine kanadische Schauspielerin und Tänzerin.

## Leben
Nekoda wuchs mit einem jüngeren Bruder auf. Sie tanzt seit ihrer Kindheit, konnte einige Titel in Nordamerika gewinnen und tourte mit der Jugend-Tanzgruppe Splash'N Boots.
Seit 2014 wirkt sie in Fernseh- und Filmproduktionen mit. Von 2016 bis 2017 verkörperte sie die Rolle der Vanessa Morita in insgesamt 60 Episoden der Fernsehserie Backstage, die unter anderem auf dem Disney Channel ausgestrahlt wurde. Eine weitere größere Serienrolle hatte sie in Utopia Falls.

## Filmografie
- 2014: Isabelle Dances Into the Spotlight
- 2014: Max & Shred (Fernsehserie, Episode 1x06)
- 2014–2015: The Next Step (Fernsehserie, 2 Episoden)
- 2014–2015: Degrassi: The Next Generation (Fernsehserie, 4 Episoden)
- 2015–2016: Annedroids (Fernsehserie, 7 Episoden)
- 2016: The Swap (Fernsehfilm)
- 2016: Raising Expectations (Fernsehserie, 2 Episoden)
- 2016–2017: Backstage (Fernsehserie, 60 Episoden)
- 2017: Mishka (Kurzfilm)
- 2019: Northern Rescue (Fernsehserie, 2 Episoden)
- 2019: Vier Freunde und die Geisterhand (Ghostwriter) (Fernsehserie, Episode 1x02)
- 2020: Utopia Falls (Fernsehserie, 10 Episoden)
- 2020: Grand Army (Fernsehserie, Episode 1x05)
- 2021: Ginny & Georgia (Fernsehserie, 6 Episoden)
- 2022: Sneakerella
- 2023: Scream VI
- 2023: The Holiday Shift (Fernsehserie, 3 Episoden)
- 2024: Friday Night Sext Scandal  (Fernsehfilm)
- 2025: Vicious